# 第82回天皇賞
1980年11月23日に東京競馬場で開催された第82回天皇賞（秋）について詳細を記述する。
- なお、馬齢については当時の表記方法（数え年）とする。

## レース施行時の状況
出走馬11頭中、2頭が八大競走の優勝馬。うちの1頭カツラノハイセイコが1番人気に推されていた。稀代のアイドルホースハイセイコーの初年度産駒で、前年の東京優駿（日本ダービー）を制した同馬は、体調不良による休養から明けた3戦目・前走の目黒記念（秋）を制し復活をアピール。父のファンの後押しもあり、1番人気での天皇賞挑戦となった。
その1歳上のホウヨウボーイが2番人気。デビュー戦快勝直後に骨折が判明し長期休養。復帰後は10戦7勝2着3回の好成績を挙げ、関東のエースとしてここに臨んでいた。
3番人気はシルクスキー。1977年に死亡したミンスキーの産駒の牝馬。強烈な末脚が特徴で、前々走の京都大賞典では同期馬カツラノハイセイコらを相手に快勝。1962年にはクリヒデ、1971年にはトウメイが牝馬による天皇賞制覇を果たしていることから、高い人気を受けていた。
そして、ホウヨウボーイと同世代のメジロファントムが4番人気。この時点で重賞勝ちは東京新聞杯だけだったが、前年の天皇賞（秋）と有馬記念を共に僅差の2着。この戦績から、ダークホースとして人気を集めることとなった。
これ以外にも、田原成貴がその才能を高く評価したグレートタイタン、前々年の有馬記念優勝馬カネミノブなどの有力馬が参戦。総勢11頭の出走馬により、天皇賞が行われた。

## 出走馬と枠順
| 枠番 | 馬番 | 競走馬名           | 性齢 | 騎手       | 人気 | 調教師     |
| ---- | ---- | ------------------ | ---- | ---------- | ---- | ---------- |
| 1    | 1    | シルクスキー       | 牝5  | 伊藤清章   | 3人  | 伊藤修司   |
| 2    | 2    | メジロファントム   | 牡6  | 横山富雄   | 4人  | 大久保洋吉 |
| 3    | 3    | プリテイキャスト   | 牝6  | 柴田政人   | 8人  | 石栗龍雄   |
| 4    | 4    | カツラノハイセイコ | 牡5  | 河内洋     | 1人  | 庄野穂積   |
| 5    | 5    | アラナスゼット     | 牡5  | 岡部幸雄   | 10人 | 森安弘昭   |
| 6    | 6    | ユキフクオー       | 牡6  | 郷原洋行   | 9人  | 古山良司   |
| 6    | 7    | カネミノブ         | 牡7  | 加賀武見   | 6人  | 阿部新生   |
| 7    | 8    | ホウヨウボーイ     | 牡6  | 加藤和宏   | 2人  | 二本柳俊夫 |
| 7    | 9    | シービークロス     | 牡6  | 吉永正人   | 7人  | 松山吉三郎 |
| 8    | 10   | クリーンファミリー | 牡6  | 中野渡清一 | 11人 | 本郷重彦   |
| 8    | 11   | グレートタイタン   | 牡6  | 田原成貴   | 5人  | 吉田三郎   |

## レース展開

### 前半
前日の大雨の影響もあり、天候は晴れていたものの重馬場でのレースとなり、人気薄の牝馬・プリテイキャストが先導する形でスタートした。プリテイキャストはこの年の3月に長距離重賞のダイヤモンドステークスを制していたが、春の天皇賞では逃げ潰れて15着と惨敗、前走の目黒記念（秋）は最下位の11着に敗れており、多くの人はこのレースのペースメーカーにしか思っていなかった。だが、プリテイキャストを管理している調教師の石栗龍雄は、関西の逃げ馬ハシハリーが出走を回避したことと、単走で行った最終追い切りでカツラノハイセイコを凌ぐタイムを記録していたことなどから、このレースの勝機を見出していた。プリテイキャストはスタートに難点があったが、他馬が無理に先行しなかったため、逃げを打つことに成功。優勝候補のカツラノハイセイコとホウヨウボーイを引き連れる形で、プリテイキャストは第4コーナーを抜けて最初のゴール板を通過した。ところが、この辺りから母タイプキャスト譲りの気性難が出てしまい、後続馬が折り合いをつけペースダウンしている中、プリテイキャストだけは鞍上の柴田政人の指示に従わず暴走し始めた。ただ、柴田はこのことを予期していたため、全く動じることなくプリテイキャストをマイペースで走らせることにした。

### 後半
第2コーナー出口で残り8ハロン（約1600メートル）の標識を通過し、レースは後半戦へ突入。逃げるプリテイキャストは他馬を引き離し、向う正面では最大100メートル近い大差のリードを保っていたが、決してハイペースで走ってはおらず、前半1マイルを1分43秒台という、馬場状態を考慮に入れても遅いタイムで通過していた。この状況に、3歳時にプリテイキャストの主戦騎手だったメジロファントム騎乗の横山富雄と、人気薄のアラナスゼット騎乗の岡部幸雄は危機感を抱いていた。しかし、直前を走っているカツラノハイセイコとホウヨウボーイの先手を打って動き出すと不利になる可能性が高く、両馬を振り切っても後方待機のシルクスキーに足許を掬われる危険を抱えるという状態となっていた。
大差を付けて逃げるプリテイキャスト以外の馬たちは仕掛けるタイミングを見出せず、スタート地点であった第3コーナー入口をプリテイキャストは大きなリードを保ったまま通過した。ここで柴田はプリテイキャストの気性を考え早めにスパートを掛けると、堪りかねた横山と岡部がメジロファントムとアラナスゼットを追い出し始めた。カツラノハイセイコ鞍上の河内洋とホウヨウボーイ鞍上の加藤和宏も、2頭の動きを察知して仕掛けた。最後方を追走していた伊藤清章騎乗のシルクスキーも、最後方を脱け出して追い込みを開始する。
こうしてレースは一気にハイペースとなり、プリテイキャストとカツラノハイセイコらの差も次第に縮まってきた。だが、ここまでにプリテイキャストが後続に付けた差は大きく、残り800メートルの時点でも60メートルほどのリードを保ったまま最後の直線に入った。追い掛ける10頭は差を詰めに掛かるものの、ここまでの追走でスタミナを消費したことが影響し、プリテイキャストは最後の1ハロンでは失速したものの、7馬身差の逃げ切り勝ちとなった。2着および3着はペースを察知して早めに仕掛けていた横山鞍上のメジロファントムと岡部鞍上のアラナスゼットが入線。本命視されていたカツラノハイセイコは6着、ホウヨウボーイは7着に終わり、互いに掲示板を外した。シルクスキーはブービーの10着に終わった。

## 競走結果
| 着順 | 枠番 | 馬番 | 競走馬名           | タイム | 上がり3F | 着差      |
| ---- | ---- | ---- | ------------------ | ------ | -------- | --------- |
| 1    | 3    | 3    | プリテイキャスト   | 3.28.1 | 40.2     |           |
| 2    | 2    | 2    | メジロファントム   | 3.29.2 | 37.8     | 7馬身     |
| 3    | 5    | 5    | アラナスゼット     | 3.29.6 | 38.2     | 2 1/2馬身 |
| 4    | 6    | 7    | カネミノブ         | 3.29.8 | 38.1     | 1 1/4馬身 |
| 5    | 8    | 11   | グレートタイタン   | 3.29.9 | 37.3     | 3/4馬身   |
| 6    | 4    | 4    | カツラノハイセイコ | 3.30.1 | 39.2     | 1馬身     |
| 7    | 7    | 8    | ホウヨウボーイ     | 3.30.4 | 39.4     | 2馬身     |
| 8    | 8    | 10   | クリーンファミリー | 3.31.5 | 38.9     | 7馬身     |
| 9    | 6    | 6    | ユキフクオー       | 3.31.6 | 40.0     | 1/2馬身   |
| 10   | 1    | 1    | シルクスキー       | 3.32.1 | 39.5     | 3馬身     |
| 11   | 7    | 9    | シービークロス     | 3.32.8 | 40.4     | 4馬身     |

## 配当金
| 単勝式   | 3   | 1790円 |
| 複勝式   | 3   | 540円  |
| 複勝式   | 2   | 240円  |
| 複勝式   | 5   | 500円  |
| 連勝複式 | 2-3 | 4680円 |

## 補足

### 出走馬のその後
本競走に出走した馬の内、プリテイキャスト、メジロファントム、アラナスゼット、カネミノブ、カツラノハイセイコ、ホウヨウボーイ、ユキフクオーの7頭が有馬記念に出走した。
結果は、4番人気のホウヨウボーイが3番人気のカツラノハイセイコをハナ差退けて優勝。2着以降は、3着カネミノブ（2番人気）、4着メジロファントム（1番人気）と、実績と人気を兼ね備えた馬たちが上位で入線する結果となった。一方、プリテイキャストはスタート下手が災いして、サクラシンゲキの前に一度も先頭を奪うことができずに3コーナーで失速、ブービーのタケノハッピーから2秒近く遅れる大差の最下位という結果に終わっている。しかし、プリテイキャストは天皇賞優勝が評価され、この年の最優秀5歳以上牝馬に選出されている。

### 競馬予想
優勝馬のプリテイキャストはそれまでの実績の低さもあり、ほとんどの予想家はその実力を軽視していたが、日刊競馬所属の柏木集保は「単騎での逃げが確定のプリテイキャストを追撃できるのはホウヨウボーイ位で、展開次第では同馬が抑える可能性が高くそのまま逃げ切る可能性大」と読んでプリテイキャストに本命印を打っていた。この予想的中は話題を呼び、「プリテイキャストを本命にした男」というテレビCMが作られたほどであった。この予想に関して柏木は「この予想は奇をてらったものでなく、プリテイキャストの逃げは正当な攻めと考えた結果」と語っている。

また競馬エイトからは後に「ポツン二重丸」というコーナーを担当した戸田一生TMが◎を打っていた。

### 牝馬による天皇賞制覇
牝馬による天皇賞制覇は、1971年（第64回）のトウメイ以来9年ぶりとなった。その後は1997年にエアグルーヴが天皇賞・秋（第116回）を制覇するまで17年間達成されなかった。また、3000メートル以上のGⅠ級競走においてはプリテイキャスト以来、牝馬の優勝はない。

### 本競走の実況
1980年にCBSソニーよりリリースされた「杉本清・競馬名勝負大一番!」に、当時関西テレビ放送の局アナウンサーであった杉本清が実況した音声が収録されている。ただし、杉本の実況は本放送では流れていなかった。